# SN 2005ay
SN 2005ay – supernowa typu II-P odkryta 28 marca 2005 roku w galaktyce NGC 3938. Jej maksymalna jasność wynosiła 15,30m.